# Бранко, Сильвио
Сильвио Бранко (англ. Silvio Branco), род. 26 августа 1966 года Чивитавеккья, Лацио, Италия) — итальянский боксёр-профессионал, выступающий в первой тяжёлой весовой категории (англ. Cruiserweight). Чемпион Мира в полутяжёлом весе (по версии WBA, 2003—2004).

## Профессиональная карьера

### Средний вес
Стльвио Бранко дебютировал на профессиональном ринге в августе 1988 года в средней весовой категории.
Провёл 17 беспроигрышных поединков, и в феврале 1992 года проиграл по очкам соотечественнику Агостину Кардамоне (15-0), в бою за титул чемпиона Италии в среднем весе.
В августе 1993 года, Бранко нокаутировал в третьем раунде Луиджи Де Сисила (10-3) и завоевал титул чемпиона Италии. Отстоял титул трижды, и вышел на ринг с аргентинцем Мигелем Анхелем Арройо (62-10-5) и завоевал интерконтинентальный титул чемпиона мира по версии WBC в среднем весе.
22 февраля 1995 года в поединке за титул чемпиона Европы по версии EBU, проиграл нокаутом британцу, Ричи Вудхоллу (18-0).
В мае 1996 года свёл вничью поединок с американцем, Родни Тони (22-1-3), в поединке за титул чемпиона мира по версии WBU во втором среднем весе.
Спустя 4 месяца, Бранко завоевал титул чемпиона мира по версии WBU, в среднем весе. итальянец шесть раз отстоял чемпионский титул, и в декабре 1998 года неожиданно проиграл нокаутом соотечественнику Агустино Кардамоне (31-2). Был назначен матч реванш. Близким решением судей, Бранко снова проиграл.

### Второй средний вес
15 апреля 2000 года, итальянец победил по очкам ямайского боксёра, Глена Джонсона, и завоевал титул чемпиона мира по версии WBU во втором среднем весе. Затем Бланко защитил титул от бывшего чемпиона мира, Робина Рейда.
В декабре 2000 года, Бланко вышел на титульный поединок по версии IBF, и проиграл по очкам чемпиону из Германии, Свена Оттке (20-0).

### Полутяжёлый вес
В феврале 2003 года проиграл по очкам хорвату Стрипе Дрившу, в бою за титул чемпиона Европы по версии EBU.
10 октября 2003 года, Бланко неожиданно нокаутировал непобеждённого французского боксёра, Мехди Сахноуне (24-0), и завоевал титул чемпиона мира по версии WBA в полутяжёлом весе. В следующем году близким решением проиграл титул французу, Фабрису Тьоззо.
В мае 2005 года нокаутировал венгерского джорнимена, Золтана Береша.
27 июня 2006 года, завоевал титул временного чемпиона мира по версии WBA в полутяжёлом весе, победив по очкам пуэрториканца, Мэнни Сьяка (20-5).
28 апреля 2007 года проиграл по очкам бой за полноценный титул чемпиона мира, хорвату, Стрипе Дрившу.
В сентябре 2009 года проиграл канадцу, Жану Паскалю в бою за титул чемпиона мира по версии WBC в полутяжёлом весе.

### Тяжёлый вес
В 2010 году победил соотечественника Винсенто Росесито и завоевал интерконтинентальный титул чемпиона мира по версии WBC.
В марте 2012 года свёл вничью бой с соотечественником Джакоббе Фрагоменни.
В декабре 2012 года состоялся реванш. Раздельным решением судей в плотном бою победил Джакоббе Фрагоменни.